# Literaturjahr 1852
Liste der Literaturjahre

◄ | 1850 | 1851 | Literaturjahr 1852 | 1853 | 1854 | 1855 | 1856 | ► | ►►

Weitere Ereignisse

## Ereignisse

### Prosa

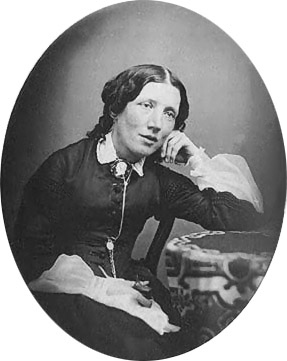
Harriet Beecher Stowe

- 20. März: Der Roman Uncle Tom’s Cabin (Onkel Toms Hütte) von Harriet Beecher Stowe wird mit einer Auflage von 5.000 Stück erstmals in Buchform veröffentlicht. Das Werk ist innerhalb von 48 Stunden vergriffen. Im gleichen Jahr kommen zahlreiche der Anti-Tom-Literatur zuzuordnende Werke anderer Autoren heraus.
- März: Der erste Teil der Fortsetzungsgeschichte Bleak House von Charles Dickens erscheint.
- August: Jules Verne veröffentlicht die Kurzgeschichte L'Amérique du Sud. Moeurs péruviennes. Martin Paz, nouvelle historique (Martin Paz). Im selben Jahr veröffentlicht er auch Les Châteaux en Californie ou Pierre qui roule n'amasse pas mousse.

- Von Herman Melville erscheint der Roman Pierre; or, The Ambiguities.
- Lew Nikolajewitsch Tolstoi veröffentlicht sein erstes Werk, die Erzählung Kindheit, in der er fiktive und autobiographische Elemente verschmilzt.
- Jeremias Gotthelf verfasst die Erzählung Barthli der Korber.

### Drama
- 8. Dezember: Das Lustspiel Die Journalisten, von Gustav Freytag, wird in Breslau uraufgeführt.
- Friedrich Hebbels Trauerspiel Agnes Bernauer hat seine Uraufführung in München. Es ist von Anfang an bei der Kritik umstritten, wird jedoch ein Publikumserfolg.
- Die Komödie Die arme Braut von Alexander Ostrowski erscheint im Druck. Die Uraufführung findet im Folgejahr statt.
- Michail Jurjewitsch Lermontows Versdrama Maskerade wird zehn Jahre nach seinem Erscheinen uraufgeführt.

### Periodika
- Die letzte Ausgabe der von Louise Otto gegründeten Frauen-Zeitung – Ein Organ für die höheren weiblichen Interessen erscheint in Gera.

### Wissenschaftliche Werke
- 29. April: In Großbritannien erscheint der 15.000 Wörter umfassende Thesaurus von Peter Mark Roget, der aufgrund hoher Nachfrage in der Folge rasch Neuauflagen auslöst.

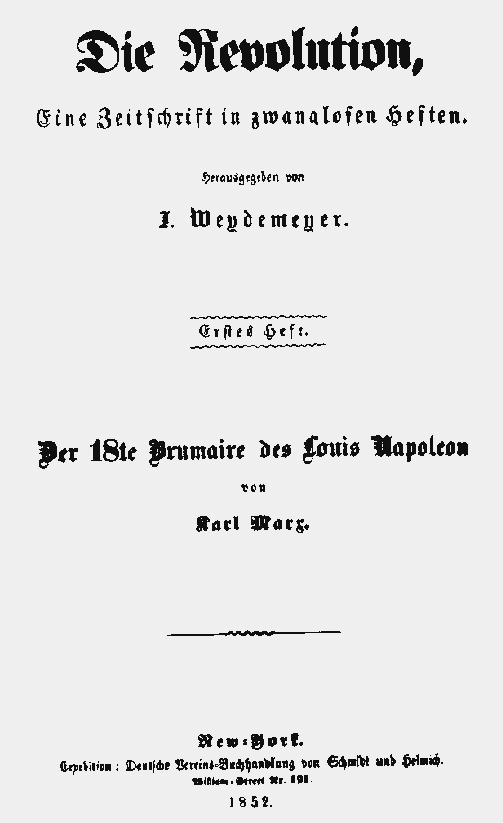
Titelblatt der Erstausgabe

- 18. Mai: In der US-amerikanischen Zeitschrift Die Revolution veröffentlicht Karl Marx die am 25. März von ihm fertiggestellte Schrift Der achtzehnte Brumaire des Louis Bonaparte, in der er den Staatsstreich Louis Napoleons im Jahr 1851 analysiert. Im gleichen Jahr wird Marx Londoner Korrespondent der New York Tribune.

## Geboren
- 4. Januar: Mite Kremnitz, deutsche Schriftstellerin († 1916)
- 12. Januar: Hugo Zöller, deutscher Forschungsreisender und Journalist († 1933)

- 13. Februar: Ion Luca Caragiale, rumänischer Schriftsteller († 1912)
- 24. Februar: George Moore, irischer Schriftsteller († 1933)

- 5. März: Isabella Augusta Gregory, irische Schriftstellerin († 1932)
- 13. März: Oscar Blumenthal, deutscher Schriftsteller und Bühnenautor († 1917)

- 12. April: Agnes Sapper, deutsche Schriftstellerin († 1929)
- 17. April: Ida Boy-Ed, deutsche Schriftstellerin († 1928)
- 25. April: Leopoldo Alas (Clarín), spanischer Schriftsteller († 1901)

- 4. Mai: Alice Liddell, Vorlage für die Heldin in Alice im Wunderland († 1934)
- 18. Mai: Itzhok Lejb Perez, polnischer Schriftsteller († 1915)

- 14. Juli: Walter Robert-Tornow, deutscher Übersetzer († 1895)
- 18. Juli: Paul Carus, deutsch-amerikanischer Verleger, Schriftsteller und Philosoph († 1919)
- 25. Juli: Minas Tscheras, armenischer Schriftsteller und Lehrer († 1929)
- 25. August: Bertha Clément, deutsche Jugendbuchautorin († 1930)

- 2. September: Paul Bourget, französischer Dichter und Kritiker († 1935)
- 1. Oktober: Richard Kralik, österreichischer Schriftsteller und Kulturphilosoph († 1934)
- 16. Oktober: Karl Ludwig Schemann, deutscher Schriftsteller, Übersetzer und Rassentheoretiker († 1938)
- 22. Oktober: Adam Müller-Guttenbrunn, österreichischer Schriftsteller und Theaterdirektor († 1923)
- 28. Oktober: Theodor Fritsch, deutscher Publizist antisemitischer Schriften († 1933)
- 13. Dezember: Emanuel Schreiber, österreichischer Rabbiner und Publizist († 1905)

## Gestorben

### Todesdatum gesichert
- 5. Januar: Gabriel Ferry, französischer Schriftsteller (* 1809)

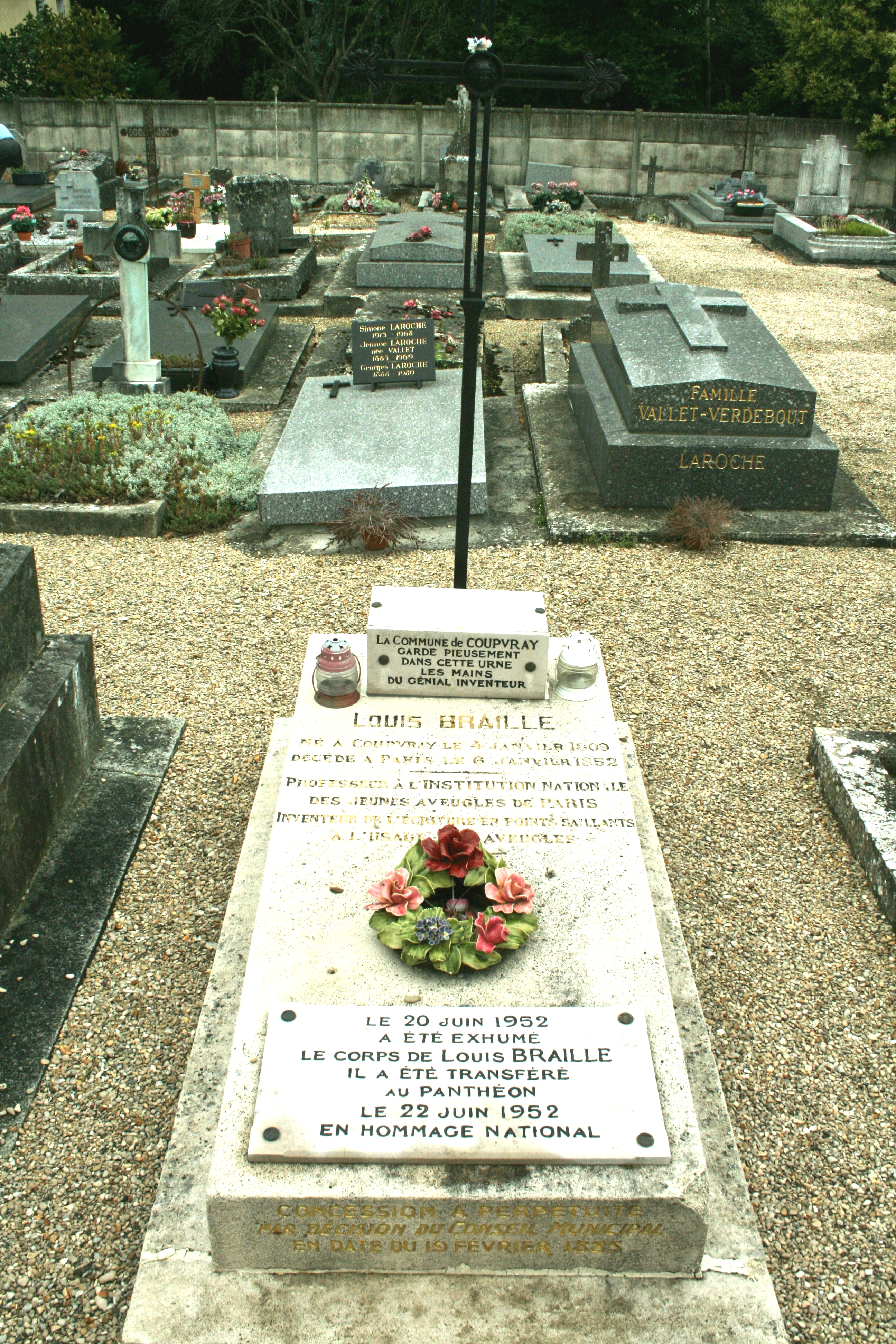
Grab Brailles in Coupvray,
100 Jahre nach seinem Tod wurde Brailles Körper in den Panthéon nach Paris überführt

- 6. Januar: Louis Braille, französischer Erfinder der Blindenschrift (Brailleschrift) (* 1809)
- 24. Januar: Jan Kollár, slowakischer Lyriker und Gelehrter (* 1793)
- 25. Februar: Thomas Moore, irischer Schriftsteller (* 1779)

- 4. März: Nikolai Gogol, russischer Schriftsteller (* 1809)
- 10. März: Armand Marrast, französischer Journalist (* 1801)
- 18. März: Friedrich Wilhelm Carové, deutscher Jurist, Germanist und Philosoph (* 1789)

- 3. Mai: Sara Coleridge, britische Schriftstellerin und Übersetzerin (* 1802)
- 3. Mai: Eugénie Foa, französische Schriftstellerin (* 1796)
- 30. September: Constans Pontin, schwedischer Schriftsteller, Publizist und Jurist (* 1819)

- Oktober: Carl Alexander Simon, deutscher Kunstmaler und Dichter (* 1805)
- 13. Dezember: Karl Baldamus, deutscher Jurist, Publizist, Lyriker, Erzähler und Dichter (* 1784)

### Genaues Todesdatum unbekannt
- Qurrat al-ʿAin, persische Dichterin und Märtyrerin des Babismus (* 1814)
- Mirza-Schaffy, aserbaidschanischer Dichter (* 1794)